# Стархольдт, Питер
Питер Джонсон Стархольдт (англ. Peter Johnson Sturholdt; 7 декабря 1885 — 27 июня 1919, Сент-Луис) — американский боксёр, бронзовый призёр летних Олимпийских игр 1904.
На Играх 1904 в Сент-Луисе Хорн соревновался только в лёгком весе до 61,2 кг. Проиграв в полуфинале и в матче за третье место, он занял в итоге четвёртое место.
Позже был дисквалифицирован серебряный призёр в этой дисциплине, и Стархольдт поднялся на позицию выше, став бронзовым призёром.